# Долина червя
«Долина червя» (англ. The Valley of the Worm) — рассказ американского писателя Роберта Ирвина Говарда, написанный в 1932 году и впервые опубликованный в 1934 году в февральском выпуске журнала «Weird Tales». Характеризован как один из лучших рассказов автора, сочетающий в себе лавкрафтовские ужасы с «избытком мускулов». Первый рассказ из цикла о Джеймсе Эллисоне и один из двух, опубликованных при жизни Говарда.

## Сюжет
Прикованный к постели неизлечимой болезнью американец Джеймс Эллисон (англ. James Allison) видит во сне свои прошлые воплощения в разных телах. Эллисон рассказывает о великом подвиге одной из своих реинкарнаций по имени Ньёрд (англ. Niord), некогда одолевшем страшное чудовище. По утверждению Эллисона именно на этой истории возникли мифы о Персее, Зигфриде, Беовульфе и святом Георгие, и произошла она в эпоху, предшествующую античной.
Ньёрд был сильнейшим воином кочевого племени асиров, блуждающих по свету. Как-то они забрели в край на юге, населённый пиктами. Между асирами и пиктами завязалась битва, в которой пришельцы победили. Ньёрд пощадил поверженного им пикта по имени Гром (англ. Grom). Вскоре Гром вернулся с вождями пиктских кланов, и те заключили с асирами мир. Ньёрд и Гром сдружились и частенько ходили вместе на охоту по разным местам, пережив немало приключений, Ньёрд как-то охотясь, даже сумел убить серого саблезуба, называемого ныне саблезубым тигром. Лишь к одной чашевидной долине между скал, в которой находились руины строений, построенных некой нечеловеческой цивилизацией, Гром отказывался приближаться наотрез, якобы там жило страшное чудовище.
Однажды группа молодых асиров решила отделиться от племени и обосноваться в проклятой долине, несмотря на предостережения пиктов. Как-то Ньёрд отправился в долину проведать их и обнаружил, что все они растерзаны а жилища разрушены. Гром рассказывает Ньёрду что когда-то давно пиктский клан поселился в этой долине; среди развалин люди нашли полуразрушенный храм, где находился колодец, уходивший куда-то вглубь земли. Однажды ночью нечто вылезло оттуда и всех убило. Остальные пиктские кланы отправили своих воинов отомстить: они начали кидать в колодец камни, и оттуда вдруг выскочило некое мохнатое человекоподобное существо с тонкими ручками, заигравшее на подобии флейты. Затем из колодца вылезло некое чудовище, неуязвимое для оружия, и многих убило, спаслись только те, кто успели взобраться на скалы. Позже шаманы пиктов рассказывали о некой демонической расе, раньше населявшей эти края; тварь из колодца была богом этой расы, призванной в наш мир из подземных глубин ада с помощью магии. Походившее на обезьяну существо было его слугой — бестелесным первичным духом, колдовством, помещённым в материальное тело. Древняя раса давно исчезла, а бог и его слуга остались жить.
Ньёрд решает отомстить. Он идёт в джунгли и находит там Сатху (англ. Satha) — огромного стофутового ядовитого змея, чей яд гораздо опаснее кобры. Ньёрд заманивает первозмея в ловушку и убивает, после чего пропитывает его ядом наконечники своих стрел. Затем он отправляется в проклятую долину и в храме начинает бросать в колодец камни. Оттуда выскакивает существо и начинает играть на флейте, Ньёрд убивает его и забирается на высокую колонну. Из колодца выползает исполинское чудовище, похожее на белого слизисто-студенистого червя, имеющего широкие плоские щупальца и хобот, подобно слоновьему, вокруг которого расположены фасеточные глаза. Герой выпускает в червя все отравленные стрелы и видит, что яд подействовал. Червь в муках сносит колонну, откуда стрелял герой и тот прыгает чудовищу на спину, вонзая в него меч, но тот ударом щупальца отшвыривает Ньёрда на сто метров, ломая ему кости. Бессильный Ньёрд видит, как бог-червь в корчах уползает обратно в колодец, раздавив тело слуги, после чего храм рушится. Умирающий Ньёрд просит оплакивающего его Грома рассказать племенам, что ни человек, ни дьявол не будет в безопасности от людей Асгарда. Он просит похоронить его рядом с развалинами, чтобы его дух смог вступить в бой с духом червя, если тот вылезет обратно.

## Взаимосвязь с традиционным эпосом
Хотя в данном рассказе взаимосвязь литературы «меча и магии» с традиционным героическим эпосом представлена в явном виде, на самом деле она удаляется от него больше, чем работы Толкина, Эддисона или Уильяма Морриса : так, концепция героя-«варвара» в исходных образцах отсутствовала; фактически, просто поверхностные сюжетные элементы помещаются в современную приключенческую литературу.

## Комментарии
1. ↑  Здесь и далее все имена и названия приводятся по переводу И. Рошаля